# Vikići
Vikići är en ort i Bosnien och Hercegovina.   Den ligger i entiteten Federationen Bosnien och Hercegovina, i den västra delen av landet, 230 km nordväst om huvudstaden Sarajevo. Vikići ligger 334 meter över havet och antalet invånare är 1 042.
Terrängen runt Vikići är varierad. Runt Vikići är det ganska tätbefolkat, med 93 invånare per kvadratkilometer.. Närmaste större samhälle är Bihać, 11,2 km sydost om Vikići. 
Omgivningarna runt Vikići är en mosaik av jordbruksmark och naturlig växtlighet.